# ADP ribosil transferasa
L'ADP ribosil transferasa és una superfamília d'enzims que s'encarreguen de catalitzar la ribosilació de l'ADP. Les transferases són la classe d'enzims que transfereixen grups funcionals específics d'una molècula donadora a una altra anomenada acceptora. Dins d’aquesta superfamília s'inclouen les poli-ADP-ribosa polimerases PARP1 i PARP2, així com també les tankinases TNKS i TNKS2. L'estructura d'aquests enzims està caracteritzada pel domini ART (ADP ribosil transferasa), el qual fa la funció catalítica de ribosilació de l'ADP. A més, l'estructura està complementada per altres dominis estructurals addicionals, específics de cada enzim, que tenen un paper molt important en l'orientació dels ARTs cap als seus substrats i cap a ubicacions cel·lulars específiques. Aquests enzims estan involucrats en centenars de vies metabòliques i reaccions diferents, i alguns són imprescindibles en certs processos com l'ADP ribosilació de les proteïnes. Un exemple en són les tankinases TNKS i TNKS2, que són imprescindibles per a poder realitzar l'ADP ribosilació.

## Subfamílies de l'ART
La superfamília ART està formada per 2 subfamílies principals, les ARTD i les ARTC, que es caracteritzen per una estructura semblant que consisteix en una làmina beta dividida en dues regions helicoidals (domini ART). Les ARTD estan caracteritzades per un domini catalític en la seva estructura relacionat amb les ARTs bacterianes similars a la toxina diftèrica. En canvi, les ARTC estan caracteritzades per un domini catalític plegable relacionat amb les ART bacterianes similars a la toxina del còlera.
Dins la família ARTD hi podem trobar les següents dues classes:
- ARTs mono-ADP-ribosiladores: és la subfamília més gran, que compta amb 11 gens humans que codifiquen els enzims PARP3, PARP4, PARP6, PARP7, PARP8, PARP10, PARP11, PARP12, PARP14, PARP15 i PARP16. En aquest cas, comparteixen un motiu catalític que conserva els residus histidina-tirosina (H-Y), i en la tercera posició hi trobem un aminoàcid hidròfob variable (àcid glutàmic E, isoleucina I, leucina L o tirosina Y). Aquests enzims els podem trobar localitzats al nucli cel·lular o bé al citosol.
- ARTs poli-ADP-ribosiladores: d'aquesta subfamília conté les poli-ADP-ribosa polimerases PARP1 i PARP2 i també les tankinases TNKS i TNKS2. Aquests enzims es troben localitzats al nucli, i comparteixen un motiu catalític histidina-tirosina-àcid glutàmic (H-Y-E).[3]

| ARTs mono-ADP-ribosiladores | ARTs mono-ADP-ribosiladores | ARTs mono-ADP-ribosiladores |
| --------------------------- | --- | --------------------------- |
| Enzim                       | Informació general | Estructura                  |
| PARP3                       | Involucrat en la reparació dels danys del DNA. Interactua amb el PARP1 i l’activa en absència d’ADN, donant lloc a la síntesi de polímers d’ADP-ribosa. També regula els fenòmens d’apoptosi i s'encarrega del manteniment de l’estabilitat genòmica. |                             |
| PARP4                       | És capaç de catalitzar reaccions d’ADP ribosilació, gràcies a la presència d’un domini catalític. Li manca el domini N-terminal i, per tant, s'activa el domini catalític C-terminal. L’activitat d’aquesta transferasa s'inicia gràcies a altres factors com interaccions entre proteïnes regulades pel terminal carboxil. |                             |
| PARP6                       | És capaç de catalitzar reaccions d’ADP ribosilació, gràcies a la presència d’un domini catalític. Li manca el domini N-terminal i, per tant, s'activa el domini catalític C-terminal. L’activitat d’aquesta transferasa s'inicia gràcies a altres factors com interaccions entre proteïnes regulades pel terminal carboxil. |                             |
| PARP8                       | Permet l’activitat del NAD+ juntament amb la proteïna ADP ribosil transferasa. Està involucrat en l’auto ADP-ribosilació de les proteïnes. Podem trobar-lo al reticle endoplasmàtic i a l’embolcall nuclear. |                             |
| PARP10                      | Regulen la transcripció de gens a través de l’alteració de l’organització de la cromatina afegint ADP ribosa a les histones. També actuen com a cofactors transcripcionals. |                             |
| PARP11                      | Enzim citosòlic involucrat en la resposta immunològica i en la formació de porus nuclears. Regula la mono ADP-ribosilació de proteïnes diana, i té un paper important en l’estabilitat de l’embolcall nuclear i en la remodelació nuclear durant l'espermiogènesi. |                             |
| PARP14                      | Enzim localitzat al nucli o al citosol, involucrat en la regulació de gens i en la resposta immunològica. Controla l’expressió de gens que influencien la fisiologia dels limfòcits i proporciona protecció davant l’apoptosi. El trobem expressat en gran quantitat en els limfomes agressius de cèl·lules B. |                             |
| PARP15                      | Localitzat al nucli o al citosol, implicat en la formació de grànuls d’estrés. Els trobem expressats en gran quantitat en els limfomes agressius de les cèl·lules B. La inhibició d’aquest enzim pot ser beneficial pel tractament del càncer. Regula la mono-ADP-ribosilació de proteïnes diana, i actua com a regulador negatiu de la transcripció. |                             |
| PARP16                      | Permet l’activitat del NAD+, l’activitat d’unió a quinases i l’activitat activadora de proteïnes de serina/treonina quinasa. Intervé en la resposta a proteïnes plegades en la resposta IRE1, en la regulació negativa de la traducció citoplasmàtica i en l’auto ADP-ribosilació de proteïnes. Podem trobar-lo al reticle endoplasmàtic i a l’embolcall nuclear. |                             |
| ARTs poli-ADP-ribosiladores | |                             |
| Enzim                       | Informació general | Estructura                  |
| PARP1                       | Participa en moltes funcions cel·lulars, inclosos danys en l’ADN. Actua com a diana molecular pels fàrmacs inhibidors de PARP. Aquest enzim detecta específicament trencaments en l’ADN cel·lulars i participa en processos que permeten la seva reparació. |                             |
| PARP2                       | Codifica algunes proteïnes amb domini catalític que poden catalitzar reaccions de poli-ADP ribosilació. Tenen greus deficiències en la reparació de l’ADN, però tenen una major sensibilitat a les radiacions ionitzants i a les substàncies donadores de grups alquils. |                             |
| TNKS                        | Implicades en diversos processos com la via de senyalització WNT, la longitud dels telòmers i el trànsit de vesícules. En la via de senyalització WNT, les tankinases actuen com a activadores a través de l’ADP-ribosilació de AXIN1 i AXIN2. També regulen el trànsit de vesícules i modulen la distribució subcel·lular de les vesícules SLC2A4 i GLUT4. També poden estar implicades en l’ensamblatge del pol del fus mitòtic a través d’una estimulació de l’activitat del proteasoma. |                             |
| TNKS2                       | Implicades en diversos processos com la via de senyalització WNT, la longitud dels telòmers i el trànsit de vesícules. En la via de senyalització WNT, les tankinases actuen com a activadores a través de l’ADP-ribosilació de AXIN1 i AXIN2. També regulen el trànsit de vesícules i modulen la distribució subcel·lular de les vesícules SLC2A4 i GLUT4. També poden estar implicades en l’ensamblatge del pol del fus mitòtic a través d’una estimulació de l’activitat del proteasoma. |                             |

## Funcions
Les ADP ribosil transferases són enzims que participen en l'ADP ribosilació de proteïnes, transferint ADP-riboses del NAD+ a substrats de manera reversible. Aquests enzims generen enllaços de tipus N-, O-, o S-glicosídics amb el carboni 1 de la nicotinamida ribosa (vitamina B3). Aquesta modificació post-translacional coneguda com a ADP-ribosilació és realitzada per gairebé tots els enzims de la superfamília ART, tot i que també hi participen altres enzims que catalitzen la reacció.

Segons el tipus d'enzim,  les ADP ribosil transferases poden realitzar dos tipus de modificacions: mono-ADP ribosilació i poli-ADP ribosilació:
- Mono-ADP ribosilació: procés en el qual les mono-ADP ribosil transferases catalitzen la unió d'ADP ribosa a les cadenes laterals d'arginina, trencant l'enllaç entre la nicotinamida i la ribosa per formar un ió oxoni. El nucleòfil d'arginina és desprotonat per un residu de glutamat de l'enzim catalitzador (ART), i així pot unir-se al carboni adjacent de l'ió oxoni. Aquesta ribosilació pot provocar un canvi notable en la mida i la propietat química de la proteïna, en alguns casos inhibint-la.[19]

- Poli-ADP ribosilació: procés en el qual les poli-ADP ribosil transferases transfereixen múltiples molècules d'ADP ribosa d'un grup NAD+ a una proteïna diana.[20] És més comú en eucariotes que en procariotes, i es tracta d'una modificació postraduccional de proteïnes implicades en la regulació d'importants funcions cel·lulars, com la reparació de l'ADN, la transcripció, la mitosi i l'apoptosi.

Els principals processos mitjançant els quals ajuden a la reparació del material genètic són: la detecció del dany la interacció amb certes histones, induint una relaxació de la cromatina i permetent, d’aquesta manera l’accés d'altres enzims reparadors; o l’estimulació de la proteïna XRCC1, involucrada en el control de les ligases III, les quals uneixen el DNA. Un exemple d'enzims reparadors de l'ADN son les Poli-ADP-ribosiladores PARP1 i PARP2. Quan el material genètic pateix danys, s'alliberen certes molècules que indueixen canvis al·lostèrics en l’enzim i, posteriorment, la unió del domini catalític al DNA. A partir d’aquest moment, els PARPs s'activen i inicien la reparació.,
En el cas que les ADP ribosil transferases detectin que el DNA està massa danyat i no hi ha possibilitat de reparar-lo, aquests enzims indueixen un procés de mort cel·lular.

## Domini ART
El domini ART és el domini catalític i definitori de tots els enzims de la família ADP ribosil transferasa. Estructuralment, consisteix en una làmina β dividida en dues meitats d'estructura helicoidal. Al centre catalític, generalment es necessita un residu d'Histidina i un residu de Tirosina per a posicionar la fracció d'α-ribosa i la fracció de N-ribosa de NAD+ en una orientació correcta, i un residu d'àcid glutàmic és el responsable de fer la transferència d'ADP ribosa. No tots els enzims tenen aquesta tríada, la substitució del residu d'àcid glutàmic per algun altre pot canviar la funcionalitat de l'enzim, de poli a mono-ADP ribosil transferasa.
El domini ART és altament específic pel NAD+ i s'uneix a la molècula en una conformació doblada que indueix tensió en l'enllaç N-glicosídic de piridina, disminuint l'energia d'activació per a la ruptura de l'enllaç glucosídic.

## Paper en patologies
Recentment, s'ha demostrat que les ADP ribosil transferases, concretament les PARP1 i les PARP2, juguen un paper important en la prevenció de la formació de tumors. Aquests enzims són dianes terapèutiques que actuen amb inhibidors com a agents antineoplàsics.
En el càncer, la funció de prevenció no és realitzada exactament per les ADP ribosil transferases, sinó pels seus inhibidors. Això és degut al fet que una de les funcions d’aquests enzims és la reparació del DNA. Així mateix, inhibint-los, s'aconsegueix que no puguin portar a terme la restauració del material genètic de la cèl·lula diana, evitant la seva reproducció. D’aquesta manera, si l’inhibidor és emprat en cèl·lules canceroses, s'evitarà la seva proliferació, prevenint la formació del tumor o, en casos ja avançats, la metàstasi.
Existeix un compost orgànic sintètic, anomenat Atamparib, que s'està utilitzant per a inhibir de manera selectiva l’enzim PARP7.